# Qazaqstan
Qazaqstan — казахстанський державний телеканал. Дата початку мовлення — 8 березня 1958 року. Входить до складу АО РТРК «Казахстан». Мовить цілодобово. Мовлення ведеться казахською мовою.
Телеканал транслюється з «Казмедіа ортали» в Астані. Має філійну регіональну мережу в 14 областях Казахстану. Сітка мовлення складається з інформаційних, пізнавальних програм, фільмів та серіалів казахською мовою. У регіонах телеканал іменується відповідно до міста мовлення («Казахстан-Актау», «Казахстан-Актобе», «Казахстан-Атирау», «Казахстан Кзил-Орда», «Казахстан-Кокшетау», «Казахстан-Тараз», «Казахстан-Павлодар» ", «Казахстан-Петропавловськ», «Казахстан-Сімей», «Казахстан-Орал», «Казахстан-Оскемен»), оскільки місцеві мережі мовлення керуються філіями АТ РТРК «Казахстан».

## Історія

### Держтелерадіо Казахської РСР (до 1992)
29 вересня 1921 року Народний комісаріат пошт і телеграфів Казахської АРСР запустив радіостанцію Казахське радіо, в 1933 році воно було виведено в підпорядкування окремого Комітету радіофікації та радіомовлення Казахської АРСР, в 1978 році перейменовано в Державний комітет Радио. 8 березня 1958 року Держтелерадіо Казахської РСР у Казахстані розпочав ретрансляцію Першої програми з наявністю «регіональних вікон» для програм казахських регіональних студій. Пізніше у радянський період програми Держтелерадіо Казахської РСР вивели на окрему програму («Казахське телебачення») з охопленням на всю Казахську РСР.

### ДТРК «Казахстан» (1992—1994)
У 1992 році Держтелерадіо Казахської РСР було реорганізовано на Державну телерадіокомпанію «Казахстан» (ДТРК «Казахстан»), яка тоді ж запустила телеканал «Казахстан 2», «Казахське телебачення» було перейменовано на «Казахстан 1». Частоти 1 програми Всесоюзного радіо перейшли Казахському радіо, частоти Маяка — Радіо Шалкар, частоти 3 програми Всесоюзного радіо — Маяк.

### РТРК «Казахстан» (1994—1995)
У 1994 році ДТРК «Казахстан» була реорганізована в Республіканську телерадіокорпорацію «Казахстан» (РТРК «Казахстан»), на базі «Казахстан-2» був створений телеканал «Алатау», у свою чергу, восени 1995 замість нього став виходити в ефір канал « Хабар»).

### Розгром філії (2022)
Під час протестів у Казахстані будівля філії національного держтелеканалу «Казахстан» в Алмати розгромлена.
Люди вдерлися до будівлі, в якій на той момент перебували кілька співробітників, у тому числі відділ кадрів та чотири охоронці. Ті, хто увірвався, побили співробітників телеканалу, влаштували погром у будівлі, розкрили сейфи, спалили студію і забрали всю апаратуру.

## Мовлення
Державний телеканал мовить використовуючи аналогові РТС, у першому мультиплексі ефірного цифрового телебачення (канал № 1), по IPTV системі АО «Казахтелеком» під брендом «iD TV» (канал № 1), супутниковій системі «OTAU TV» (канал № 1) та у кабельних операторів.

## Програми
- AShYK ALAN
- NUR TiLEU
- NiET
- Apta
- AKPARAT (Новини)
- Дарунок жол
- Жан жылуи
- MASELE
- TANShOLPAN
- Єкі жердиз
- Парасат майдани
- Мерейлі відбаси
- AKSAUYT
- KOZKARAS
- Тұлға
- Келбет
- Ауилдастар
- Іман өзегі
- Сен де бір кірпіш дүнієге. . .
- «100 жага есім»
- Медіння жауарлари
- Райайп Елке
- Бір күн
- МЕНІЧ КАЗАСТАНИМ
- Толағай
- Арнай жоба
- Жайдарман
- Шипагер
- «Сенбілік таң»
- Ұлттиқ арнада-ұмитилмас əндер
- КТА
- Әзіл әлемі
- Айтис
- Концерт
- Намис дода (2007—2015)

## Активи
До РТРК «Казахстан» входять:
- Телеканал «Qazaqstan»
- Телеканали «Balapan»
- Телеканал «Qazsport»
- Телеканал «Abai TV»
- Радіостанції «Казахське радіо»
- «Радіо Шалкар»
- Радіо Астана
- Радіо Classic

## Нагороди
- Подяка Президента Республіки Казахстан у галузі засобів масової інформації (26 червня 2015 року) — за активне висвітлення ходу реалізації державної політики та великий внесок у розвиток вітчизняного інформаційного простору[5] .